# Dzikowiec (gmina)
Pour les articles homonymes, voir Dzikowiec.

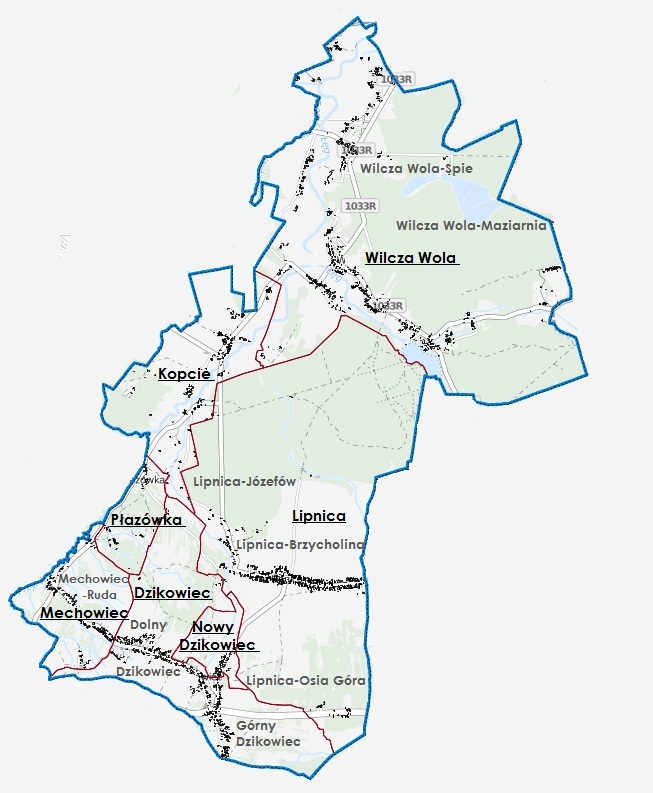

Dzikowiec [d͡ʑiˈkɔvjɛt͡s] est une commune rurale de la Voïvodie des Basses-Carpates et du powiat de Kolbuszowa. Elle s'étend sur 121,7 km2 et comptait 6 646 habitants en 2010.
Elle se situe à environ 7 kilomètres au nord-est de Kolbuszowa et à 30 kilomètres au nord de Rzeszów, la capitale régionale.